# بخش‌های دپارتمان شر
بخش‌های دپارتمان شر (انگلیسی: Arrondissements of the Cher department) شامل ۳ بخش به شرح زیر است:
1. بخش بورگس با ۱۳۱ کمون (فرانسه) و جمعیت ۱۶۱ هزار نفر در سال ۲۰۱۳ می‌باشد.
2. بخش سنت-امان-مونترون با ۱۱۶ کمون (فرانسه) و جمعیت ۳۶ هزار نفر در سال ۲۰۱۳ می‌باشد.
3. بخش ویئرزون با ۴۳ کمون (فرانسه) و جمعیت ۶۰ هزار نفر در سال ۲۰۱۳ می‌باشد.